# Asaf

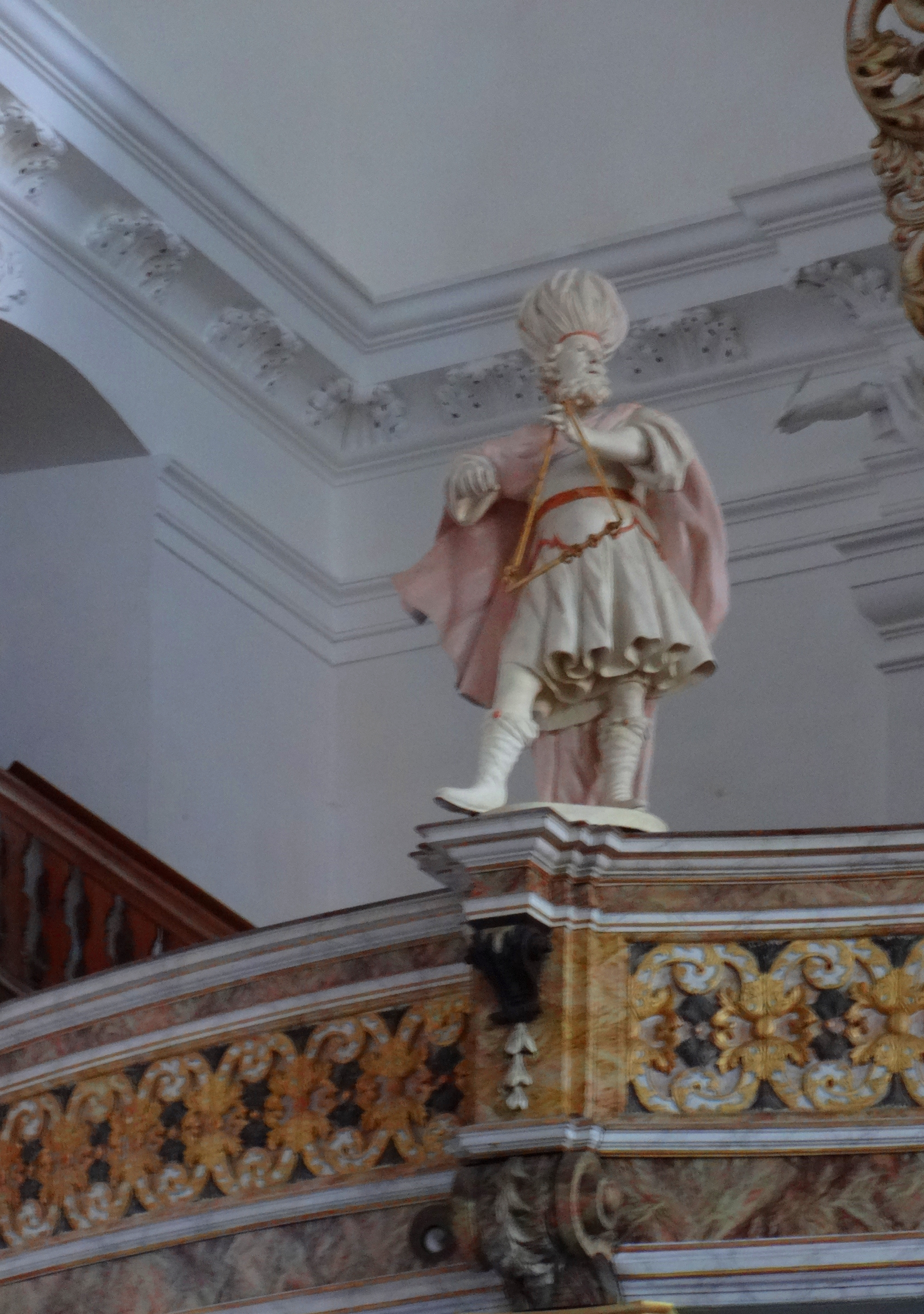
Asaf met triangel op de orgelgalerij van de Stiftskirche St. Georg in Goslar-Grauhof, waar deze tegenover David met de harp staat (1730)

Asaf (Hebreeuws אָסָף) is de naam van enkele personen uit de Hebreeuwse Bijbel. De bekendste hiervan was een Leviet (1 Kronieken 6:39-43) en een van de drie leiders van het koor in de tabernakel (1 Kronieken 6:31-39). Psalm 50 en Psalmen 73 tot en met 83 worden aan hem toegeschreven. In 1 en 2 Kronieken wordt Asaf regelmatig met koning David genoemd als muzikant en "ziener" (2 Kronieken 29:30). De "nakomelingen van Asaf" (1 Kronieken 25:1) kan slaan op zijn letterlijke afstammelingen of leerlingen (2 Kronieken 5:12; 20:14, Ezra 2:1,41).
In figuurlijke zin is Asaf het archetype van de kerkzanger en componist van kerkliederen.

## Overige personen met de naam Asaf
1. De (voor)vader van Joah (2 Koningen 18:18,37; Jesaja 36:3,22).
2. Een Levitische nakomeling van Kehath (1 Kronieken 26:1).
3. Het hoofd van de koninklijke houtvesterijen van de Perzische koning Artaxerxes I (Nehemia 2:8).
4. In sommige Bijbelvertalingen wordt koning Asa van Juda in Matteüs Asaf 1:7,8 genoemd.